# Чатемский вальдшнеп
Чатемский вальдшнеп (лат. Coenocorypha pusilla) — вид птиц из рода Coenocorypha семейства Scolopacidae, эндемик островов Чатем,  расположенных примерно в 800 км к востоку от Новой Зеландии и принадлежащих этой стране. Встречается только на нескольких островах на юге группы островов Чатем. Чатемский вальдшнеп самый маленький вид в роде Coenocorypha, интересно, что относительно недавно на островах Чатем обитал и другой, самый крупный представитель этого рода Coenocorypha chathamica (Forbes, 1893). Почему крупный вид вымер, в то время как его меньший родственник выжил, остается загадкой, как и точное время исчезновения Coenocorypha chathamica, хотя он, возможно, дожил до XV века нашей эры.
Биотопы этого вида — это леса и луга умеренного пояса.
Чатемский вальдшнеп питается, зондируя клювом почву в поисках червей, амфипод, насекомых и личинок.

## Научное открытие
В 1868 году чатемский вальдшнеп был добыт натуралистом Чарльзом Трейлом и отправлен орнитологу Уолтеру Буллеру, который описал его как новый вид бекаса. Во время исследовательской миссии на острова в 1871 году Генри Трэверс нашел бекаса только на острове Мангере. Попыткам вернуть чатемского вальдшнепа на главный Остров Чатем будет угрожать присутствие там интродуцированных млекопитающих, а также пастушков-уэка, которые охотятся на птенцов чатемского вальдшнепа. Один из подвидов Gallirallus australis hectori, этого эндемика Новой Зеландии, обитавший в восточной части страны  и вымерший к началу 1920-х годов, был интродуцирован на остров Чатем с природоохранными целями.
Сейчас вид гнездится только на четырех небольших островах, свободных от хищников. Большая часть популяции, 700-800 пар, находится на острове Рангатира. Популяция на острове Мангере (куда вид был реинтродуцирован с острова Рангатира) насчитывает от 200 до 250 пар. Птицы недавно заселили остров Малый Мангере, и недавно была обнаружена популяция на острове Стар-Кейс (в общей сложности менее 50 пар). Бродячие птицы были замечены на острове Питт и неподалеку от Кроличьего острова.